# Olympius (Exarch)
Olympius (mittelgriechisch Ὀλύμπιος Olympios; † um 651/52) war ein byzantinischer Kammerdiener und Exarch von Ravenna von 649 bis ca. 651/652 und Usurpator.

## Leben
Dem Kubikularios-Titel nach zu urteilen, war Olympius Eunuch, auch wenn dies nirgends ausdrücklich erwähnt wird. Olympius wurde von Kaiser Konstans II. nach Rom gesandt, um die Durchführungsbestimmungen des Typus der Lateransynode des Jahres 649 zu überwachen. Als Olympius am 5. Oktober in Rom ankam, hatte die Synode bereits begonnen. Olympius hatte den Auftrag, den von Konstans II. im Jahr 648 erlassenen Typus in Italien durchzusetzen und Papst Martin I. zu verhaften. Einer seiner Spatharioi sollte den Papst ermorden, was, in der Darstellung des Liber Pontificalis, durch ein Wunder verhindert worden sein soll. Olympius schlug sich offensichtlich auf die Seite des Papstes. Die Datierung dieser Abwendung von Konstantinopel ist nicht sicher, wahrscheinlich um 651. Unklar bleibt Olympius’ Verhalten gegenüber dem Kaiser von Konstantinopel. Die Deutungen in der modernen Literatur schwanken zwischen bloßer Opposition bis hin zum Versuch, die Kaiserwürde zu erlangen. Tatsächlich schweigt der Liber Pontificalis so beredt, dass viele Deutungen möglich bleiben.
Festzuhalten bleibt, dass das Verhältnis des Olympius zu Papst Martin I., dessen Lateransynode von 649 immerhin die Patriarchen Pyrrhos, Paulos II. und Petros sowie den Typus von 648 anathematisierte, offenbar recht gut war. Aus der Sicht Konstantinopels konnte das Verhalten des Olympius nur als Usurpation gewertet werden. Dies zeigen auch die Vorwürfe, die im Jahr 653 Papst Martin I. während seines Hochverratsprozesses gemacht wurden. Martin I. amtierte ca. drei Jahre lang vermutlich in gutem Einvernehmen mit Olympius, was dem Papst dann auch eine Anklage wegen Hochverrats einbrachte. Eine bisher nicht berücksichtigte Passage im Verhör des Papstes Martin I. scheint jedoch nahezulegen, dass Olympius keineswegs immer auch Rom beherrschte. Martin I. warf während seines Prozesses dem Patricius Troïlus, der gemeinsam mit dem Sakellarios Bukkoleon die Verhandlung leitete, vor, dass er einen Abgesandten des Olympius in der Stadt auftreten ließ, was zeigt, dass Troïlos, der wenige Jahre später engster Vertrauter des Kaisers war, für den Kaiser Rom hielt. Möglich ist jedoch auch, dass Troïlus in Rom zu Verhandlungen mit Olympius weilte.
Olympius starb angeblich auf einem Zug gegen die Araber, die Sizilien bedrohten, bei einer Epidemie im Jahr 651/652. Dies wird aber angezweifelt, weil es zu dieser Zeit noch keine arabischen Angriffe auf Sizilien gab. Sollte der Vorwurf des Hochverrats zutreffen, so wäre die wahrscheinlichste Erklärung für den Zug nach Sizilien wohl die, dass Olympius die wichtige, bis dahin kaisertreue Insel in seine Hand bekommen wollte.